# Bernardo Leonardo Spengler
Bernardo Leonardo Spengler (, ) é um político brasileiro, filiado ao Partido do Movimento Democrático Brasileiro (PMDB).
Nos anos 1970 foi vereador de Gaspar e, depois, vice-prefeito na administração de Osvaldo Schneider.
Popularmente conhecido como Nadinho, Bernardo Spengler foi eleito prefeito de Gaspar em 1996, assumindo em 1997, e deixou a prefeitura em 1999, um ano antes do término do mandato, acusado de improbidade administrativa. Com o afastamento de Bernardo em setembro de 1999, o vice-prefeito Andreone Santos Cordeiro, do Partido Trabalhista Brasileiro (PTB), assumiu, permanecendo no cargo até o ano 2000.